# Itä-Kapperijärvi
Itä-Kapperijärvi är en sjö i kommunen Enare i landskapet Lappland i Finland. Sjön ligger 191 meter över havet. Arean är 63 hektar och strandlinjen är 8,13 kilometer lång. Sjön  ingår i Pasvik älvs huvudavrinningsområde.   Den ligger omkring 320 kilometer norr om Rovaniemi och omkring 1000 kilometer norr om Helsingfors. 
I närheten ligger Iso Kapperijärvi och Raja-Kapperijärvi.